# شنودة الأول (بابا الإسكندرية)
البابا  شنودة الأول' بابا الإسكندرية بطريرك الكنيسة القبطية الأرثوذكسية السابع عشر (859 - 880).

## سيرته
نشأ في البتانون، وترهب بدير القديس مقاريوس، و عُيّن قمصًا على كنيسة الدير
أختير بعد قليل للبطريركية بتزكية الشعب والأساقفة واعتلى الكرسي في 13 طوبة 576ش الموافق 8 يناير سنة 859م. في كنيسة القديس أبي سرجة، في خلافة المتوكل.
كانت بداية حبريته فترة خير وسلام للكنيسة، إذ كان الوالي عبد الواحد بن يحي إنسانًا عادلاً أحسن معاملة المصريين جميعًا على السواء. ولكن بعد أربع سنوات تغيّر الوالي وأتى من بعده ولاة أتراك معينين من قِبَل الخلفاء العباسيين، فنالته هو والشعب شدائد كثيرة واضطهادات عظيمة.
في عام 861م صار يزيد واليًا على مصر، فأمر البابا أن يدفع خمسة آلاف دينارًا كل عام. وإذ لم يكن ممكنًا للبابا دفع هذا المبلغ هرب واختفى في أحد الأديرة البعيدة. صار الوالي ينهب الكنائس ويسلب الكهنة ويهين الشعب[بحاجة لمصدر]، فاضطر البابا أن يُسلّم نفسه للوالي، فطلب منه الوالي دفع سبعة آلاف دينارًا، فأخذ الأساقفة والكهنة يجدون في جمع المبلغ من الشعب فلم يستطيعوا أن يجمعوا سوى أربعة آلاف دينارًا سلّموها للبابا، فسلّمها للوالي وتعهد بدفعها سنويًا إن أطلقه.
في عام 866م تولّى كرسي الخلافة المعتز بالله، فاختار البابا الأرخن ساويرس والأرخن إبراهيم ليبسطا الأمر عليه، وكيف ذاقت مصر المرّ والعلقم لجور ولاتها وظلم حكّامها ويرجواه أن يترفق ببلاده ويقيم العدل. أحسن الخليفة استقبالهما وأجاب مطلبهما وأمر بإعادة الأراضي والكنائس والأديرة وأواني المذبح المسلوبة. كتب البابا عدة صور من هذا القرار وبعث به إلى أساقفة القطر معلنًا الشكر للّه ومادحًا الخليفة.
إذ استتب الملك في مصر لأحمد بن طولون كان يتوهم أن البابا في إمكانه أن يقاومه لذا كان يتحين الفرص لاضطهاد المسيحيين.ادعى راهب أن البابا يعرف علم الكيمياء وعنده من الذهب والفضة ما لا يُحصى. وأخر اشتكى البابا لدى ابن طولون بأنه يجمع الأموال بالاختلاس ويبدّدها. فقبض عليه الوالي ومعه جماعة من الأساقفة وقيّدهم وساقهم إلى بابيلون وأمر أن يُطاف بهم في الشوارع ليكونوا موضوع سخرية وهزء للناظرين. وأخيرًا أُلقي في السجن لمدة شهر، ولم يستطيع الراهب أن يُثبت اتهامه ضد البابا بل اضطر أن يعتذر عما حدث فسامحه. رجع الراهب إلى شره وذهب إلى الإسكندرية يضطهد التجار والمسافرين فرفعوا أمره إلى الحاكم الذي أمر بضربه بأعصاب البقر حتى تمزق لحمه ومات.
ادعى راهب آخر بأن البابا ضغط على بعض المسلمين لكي يصيروا مسيحيين ويُرهْبنهم. ذهب بعض الجنود إلى أحد الأديرة وادعوا على بعض الرهبان أنهم كانوا مسلمين وإذ أكدوا أنهم مسيحيون من آباء مسيحيين قبضوا عليهم وأتوا بهم إلى الوالي. هكذا استغل البعض كراهية الوالي للبابا لكي يقدموا اتهامات كثيرة ضده. اتفق راهب شرير مع بعض اليهود على إثارة المسلمين بأن البابا يعمل على رد المسلمين إلى المسيحية فقام المسلمون يقتلون الكثير من المسيحيين وينهبون أموالهم وألزموا الوالي أن يضطهد البابا والأساقفة.

## كراماته
حدث مرة أن امتنع المطر عن مدينة مريوط ثلاث سنوات حتى جفّت الآبار وأجدبت الأراضي، فجاء هذا إلى كنيسة القديس أبا مينا بمريوط وقام بخدمة القداس وطلب من الله أن يرحم خليقته، وكان يصلى قائلاً: "يا ربى يسوع ارحم شعبك يليق بغنى رحمتك ليمتلئوا من مسرتك"، ولم ينتهِ من صلاته حتى حصلت بروق ورعود ونزل غيث كالسيل المنهمر حتى امتلأت البقاع والكروم والآبار، فرويت الأرض وابتهج الخلق ممجدين الله صانع العجائب.

## رعايته
قام برحلة رعوية لجميع البلاد المصرية موليًا أديرة الصعيد عنايته الخاصة. حدث عندما كان هذا الأب بالبرية لزيارة الأديرة أن أغار عربان الصعيد على الأديرة للقتل والنهب فخرج إليهم وبيده صليبه، فحين أبصروا الصليب تقهقروا من أمامه وولوا هاربين. وإذ تكرر الأمر وأظهر الرهبان الخوف بنى لهم في كل دير حصنًا منيعًا.
بعد أن عاد إلى مقر كرسيه بعث برسالة الشركة إلى أخيه في الخدمة الرسولية البطريرك الإنطاكي، فلم يكتفِ بطريرك إنطاكية بالرد عليها بل بعث مع رده بالهدايا النفيسة.

## اهتمامه بالإيمان المستقيم
كان هذا البابا عالمًا تقيًّا، بذل كل جهده في إزالة البدع والهرطقات من بين المؤمنين. كان بقرية تسمى بوخنسا من قرى مريوط قوم يقولون إن الآلام لم تقع على الجسد حقيقة ولكنها كانت خيالية، فذهب إليهم وأرشدهم فقبلوا نصحه وعادوا إلى الإيمان. وفي أثناء افتقاده لشعبه في صعيد مصر وجد شعب البلينا قد تركا أسقفيهما وصاروا يقولون بموت اللاهوت، فأخذ يوضّح لهم الإيمان الحقيقي من الكتاب المقدس وأقوال الآباء حتى رجعوا في حضن الكنيسة وخضعوا للأسقفين. كان هذا البابا كثير الاهتمام بأمور الكنائس ومواضع الغرباء وكان كل ما يفضل عنه يتصدق به. ولما أكمل سعيه الصالح تنيح بسلام بعد أن أقام على الكرسي المرقسي حوالي إحدى عشرين سنة.
| سبقه قزمان الثاني | بطريرك الإسكندرية (859 - 880) | تبعه ميخائيل الثالث |